# Karol J. Bobko
Karol Joseph „Bo“ Bobko (* 23. Dezember 1937 in New York City, New York; † 17. August 2023) war ein US-amerikanischer Astronaut litauisch-polnischer Abstammung. Als einziger Astronaut nahm er an den Jungfernflügen zweier Space Shuttles (Challenger und Atlantis) teil. 

## Ausbildung
Bobko studierte Luft- und Raumfahrttechnik und erhielt 1959 einen Bachelor von der United States Air Force Academy sowie 1970 einen Master von der University of Southern California.
1960 bekam Bobko nach seiner Ausbildung durch die United States Air Force auf der Bartow Air Base in Florida und der Vance Air Force Base in Oklahoma seinen Pilotenschein. Von 1961 bis 1965 wurde er auf Luftwaffenbasen in New Mexico, North Carolina und Kalifornien eingesetzt.

## Astronautentätigkeit
Im Juni 1966 wurde er von der United States Air Force als Astronaut für das Manned-Orbiting-Laboratory-Programm (MOL) ausgewählt, das allerdings nicht umgesetzt wurde.
Nachdem die Air Force das MOL-Programm aufgab, wurden im August 1969 einige der dafür vorgesehenen Astronauten von der NASA übernommen, darunter auch Bobko.
Dort nahm er am Skylab Medical Experiments Altitude Test teil, einer 56-tägigen Skylab-Simulation auf der Erde. Bobko war Mitglied der Unterstützungsmannschaften für das Apollo-Sojus-Projekt (ASTP) und für die Landeanflug- und Landetests des Space Shuttles auf der Edwards Air Force Base. Bei den Shuttle-Tests fungierte er auch als Verbindungssprecher (CAPCOM) und als Ersatzpilot. Auch an den Vorbereitungen für den ersten Shuttle-Start der Columbia (STS-1) war Bobko beteiligt.

### STS-6
Am 4. April 1983 flog Bobko als Pilot auf dem Jungfernflug der Raumfähre Challenger zum ersten Mal ins All. Die Ladung bestand aus dem Satelliten TDRS-1 (Tracking and Data Relay Satellite) und einigen Experimenten. Bei dieser Mission wurde auch der erste Weltraumausstieg von einem Space Shuttle aus durchgeführt.

### STS-41-F
STS-41-F  war für August 1984 mit der Discovery geplant. Dies wäre der erste Flug der Discovery gewesen, wenn er nicht aufgrund von Verzögerungen bei der Nutzlast abgesagt worden wäre. Als Besatzung waren Karol Bobko, Donald E. Williams, Rhea Seddon, David Griggs und Jeffrey A. Hoffman vorgesehen.
Der Flug wurde dann STS-51-E.

### STS-51-E
Dieser Flug der Challenger wurde wegen Problemen der IUS-Oberstufe abgesagt. Es hätte ein TDRS-Satellit ausgesetzt werden sollen. Als Besatzung waren Karol Bobko, Donald Williams, Rhea Seddon, David Griggs, Jeffrey Hoffman, der französische Nutzlastspezialist Patrick Baudry und der Politiker Jake Garn vorgesehen.

### STS-51-D
Am 12. April 1985 startete die Raumfähre Discovery mit Bobko als Kommandanten in den Weltraum. Nutzlast waren diesmal die beiden Satelliten TELESAT-9 und LEASAT-3.

### STS-51-J
Als Nächstes kommandierte Bobko am 3. Oktober 1985 den Jungfernflug der Raumfähre Atlantis. Mit an Bord war eine geheime Nutzlast des US-Verteidigungsministeriums.

## Nach der NASA
1988 schied Bobko aus der NASA und der Air Force aus und arbeitete bei der Firma Booz Allen Hamilton in Houston (Texas).
Ab dem Jahr 2000 war er bei SPACEHAB Inc. Vizepräsident für Produktentwicklung.
2005 kam Bobko zur SAIC, wo er Programmmanager für die Unterstützung der NASA Ames Simulation Laboratories (SimLabs) war. SimLabs besteht aus drei Flugsimulator-Systemen, die für staatliche und private Zwecke eingesetzt werden.

## Privates
Karol Bobko und seine Frau Dianne hatten zwei Kinder.
Bobko, der litauisch-polnischer Abstammung war, starb am 17. August 2023.